# Советский район (Улан-Удэ)
Сове́тский райо́н (бур. Зүблэлэй дүүрэг) — один из трёх городских районов города Улан-Удэ.

## География
Советский район расположен в западной части Улан-Удэ по обоим берегам Селенги, на высоком правобережье которой с юга ограничен рекой Удой, естественной границей с Октябрьским районом; на северо-востоке и востоке Транссибирская магистраль отделяет район от Железнодорожного района города. К северу территория района по Селенге и юго-западным отрогам хребта Улан-Бургасы граничит с Иволгинским районом РБ.
Левобережная западная часть Советского района занимает равнинную степную местность, примыкающую к Иволгинскому району. Здесь по территории района проходит федеральная автомагистраль «Байкал» Иркутск—Улан-Удэ—Чита и расположен международный аэропорт «Байкал» города Улан-Удэ.

## История

Памятник В.И. Ленину

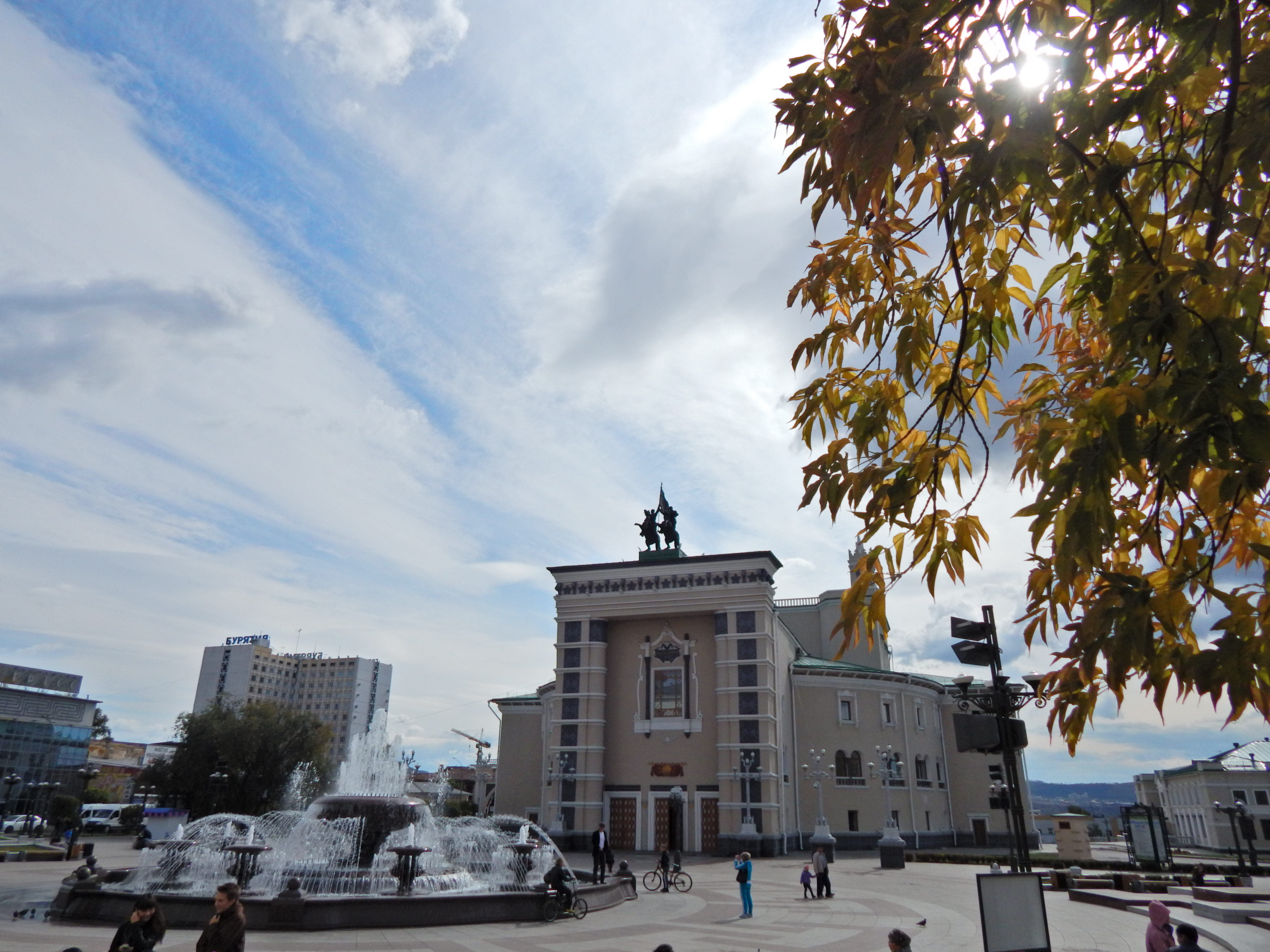
Театр оперы и балета

25 марта 1938 года Постановлением Президиума ВЦИК образован Городской район города Улан-Удэ.
20 июня 1957 года Указом Президиума Верховного Совета РСФСР Городской район переименован в Советский район.
3 декабря 2009 года посёлки городского типа Заречный и Сокол, посёлки Солдатский и Тулунжа, сёла Исток и Степной были исключены из числа населённых пунктов и включены в состав Советского района города Улан-Удэ.

## Население
| 1959    | 1970    | 1979    | 1980    | 1981    | 1982    | 1983    | 1984    | 1985    | 1986    | 1987    | 1988    | 1989    | 1990    | 1991    |
| ------- | ------- | ------- | ------- | ------- | ------- | ------- | ------- | ------- | ------- | ------- | ------- | ------- | ------- | ------- |
| 53 511  | ↗56 799 | ↘56 714 | ↗57 100 | ↘56 900 | ↗57 300 | ↗57 900 | ↗58 800 | ↗59 500 | ↗60 400 | ↗61 600 | ↗62 300 | ↘53 015 | ↗54 500 | ↘54 000 |
| 1992    | 1993    | 1994    | 1995    | 1996    | 1997    | 1998    | 1999    | 2000    | 2001    | 2002    | 2003    | 2004    | 2005    | 2006    |
| ↗54 300 | ↘53 600 | ↘53 300 | ↗53 800 | ↗54 300 | →54 300 | ↗54 600 | ↘53 900 | ↘53 000 | ↘52 200 | ↘48 009 | ↗51 200 | ↘50 000 | ↘49 000 | ↘48 000 |
| 2007    | 2008    | 2009    | 2010    | 2011    | 2012    | 2013    | 2014    | 2015    | 2016    | 2017    | 2018    | 2019    | 2020    | 2021    |
| ↘47 200 | ↘47 000 | ↘43 010 | ↗81 840 | ↗82 398 | ↗84 637 | ↗87 227 | ↗88 656 | ↗89 991 | ↗90 399 | ↗90 827 | ↗91 674 | ↘91 601 | ↗92 283 | ↘88 876 |
| 2023    | 2024    |         |         |         |         |         |         |         |         |         |         |         |         |         |
| ↗89 016 | ↘88 978 |         |         |         |         |         |         |         |         |         |         |         |         |         |

### Национальный состав
Национальный состав населения полиэтничен: русские 54,44 %, буряты 41,66 %. В Советском районе зафиксирована самая высокая доля бурятского население среди районов Улан-Удэ

## Инфраструктура
- Многоквартирные дома — 507;
- Средние общеобразовательные школы — 16;
- Детские сады — 12;
- Театры — 4;
- Филармония — 1;
- Музеи — 3;
- Библиотеки и филиалы МУ ЦБС — 7;
- Культурно-досуговые учреждения (ДК, СКЦ, КДЦ) — 4;
- Детские школы искусств — 5;
- Кинотеатры — 3;
- Вуз — 1;
- Средне-специальные учебные заведения — 6;
- Больницы, поликлиники и прочие медицинские учреждения — 33;
- Стадионы — 2.

## Микрорайоны и территориально-общественные самоуправления (ТОС)
- Аэропорт — ТОС «Полёт».
- Батарейка — ТОС «Верхняя Батарейка», ТОС «Лазо».
- Вагжанова — ТОС «Вагжанова».
- Заречный — ТОС «Заречный», ТОС «Левобережье».
- Исток — ТОС «Исток».
- Левый берег — ТОС «Левый берег».
- Стеклозавод — ТОС «Стеклозавод».
- Сокол — ТОС «Сокол».
- Солдатский — ТОС «Солдатский», ТОС «Солдатский-Северный», ТОС «Солдатский-Центр».
- Степной — ТОС «Степной».
- Тулунжа — ТОС «Тулунжа».
- Центральная часть — ТОС «Арбат».

## Связь
В Советском районе работают операторы сотовой связи:
- Ростелеком (GSM, 3G,);
- Билайн (GSM, 3G,4G);
- МегаФон (GSM, 3G,4G);
- МТС (GSM, 3G,4G).

Оператор стационарной связи:
- Бурятский филиал ОАО «Ростелеком».

## Галерея

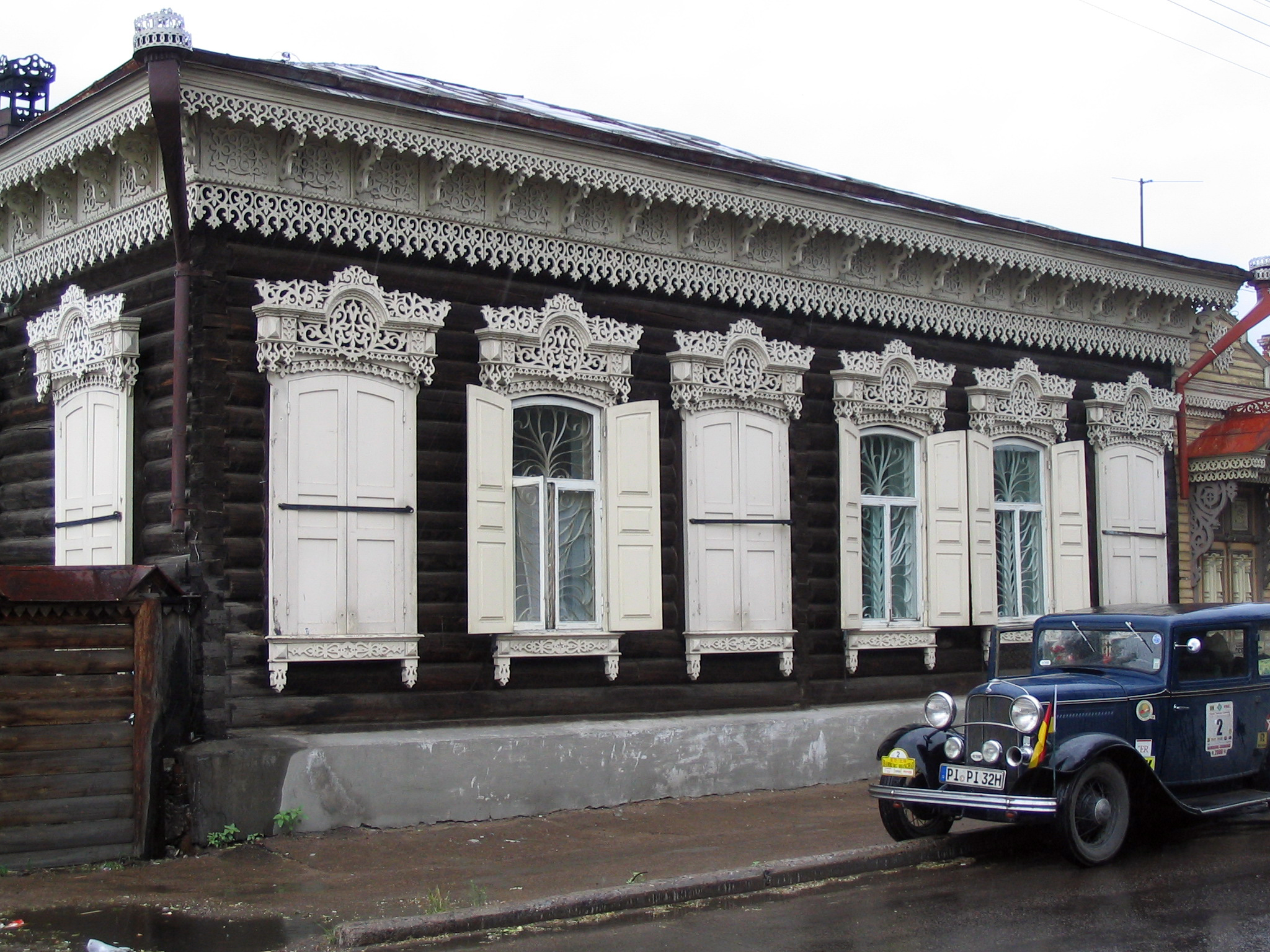
Деревянный дом в историческом центре
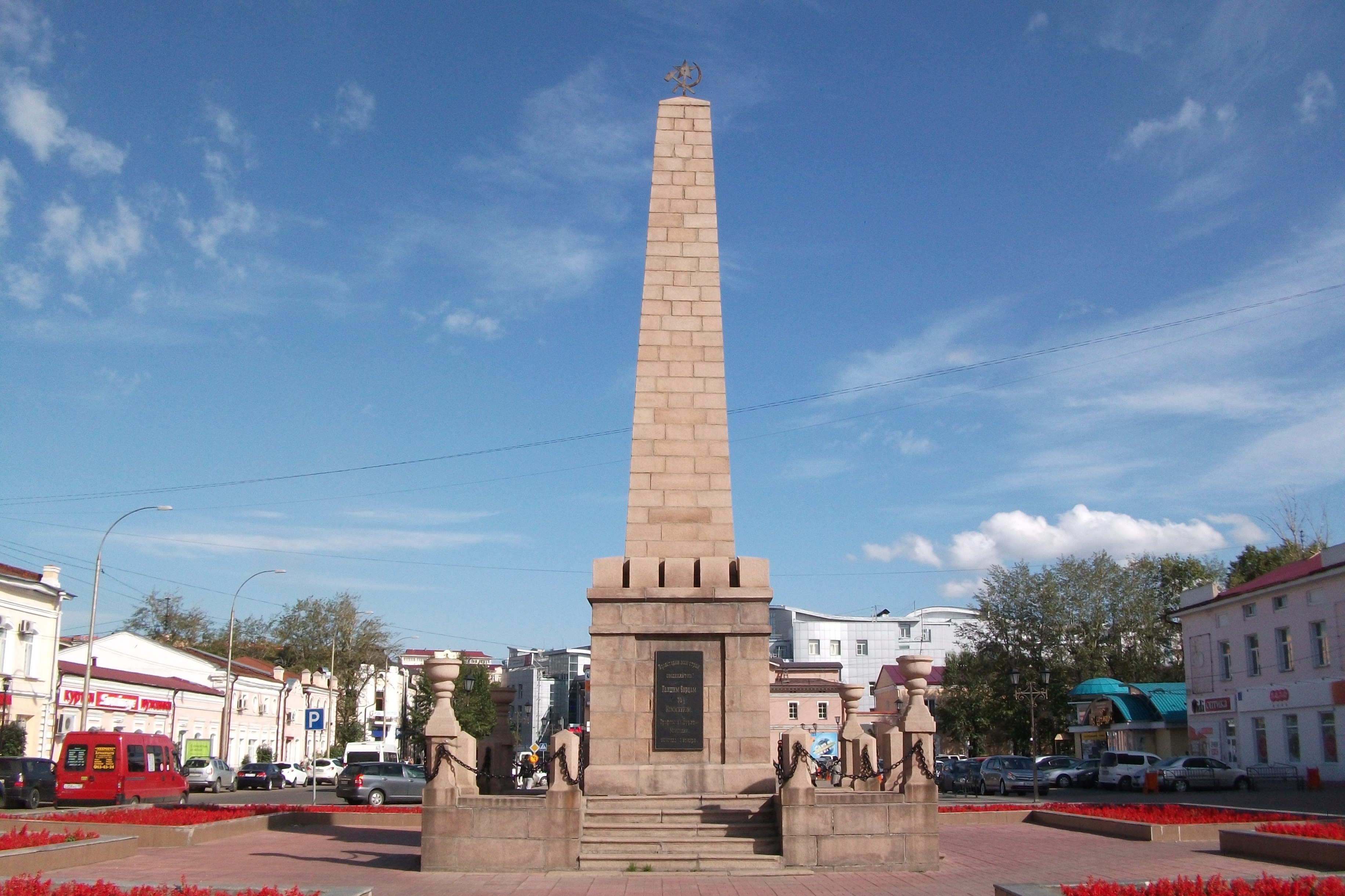
Площадь Революции
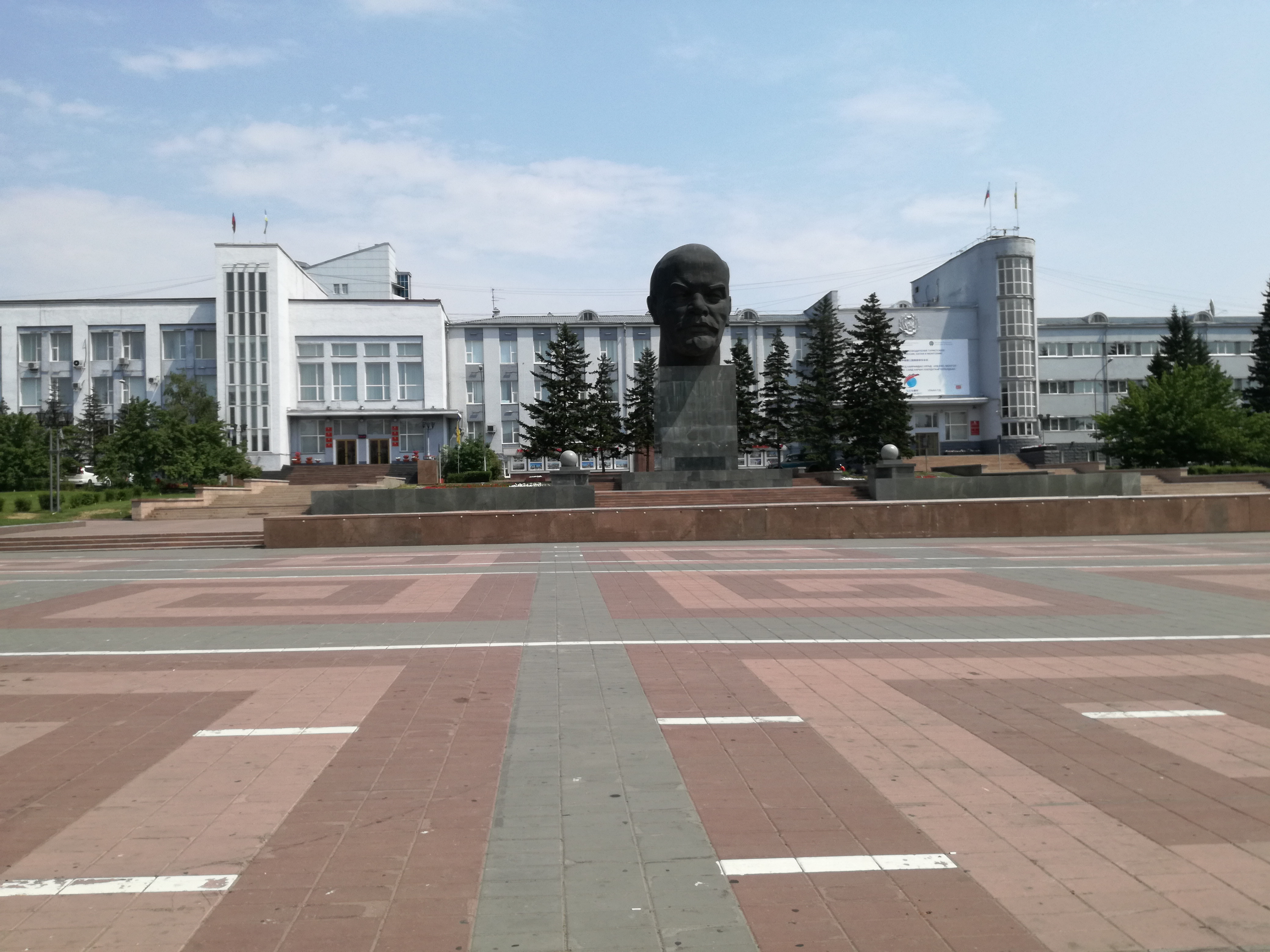
Площадь Советов
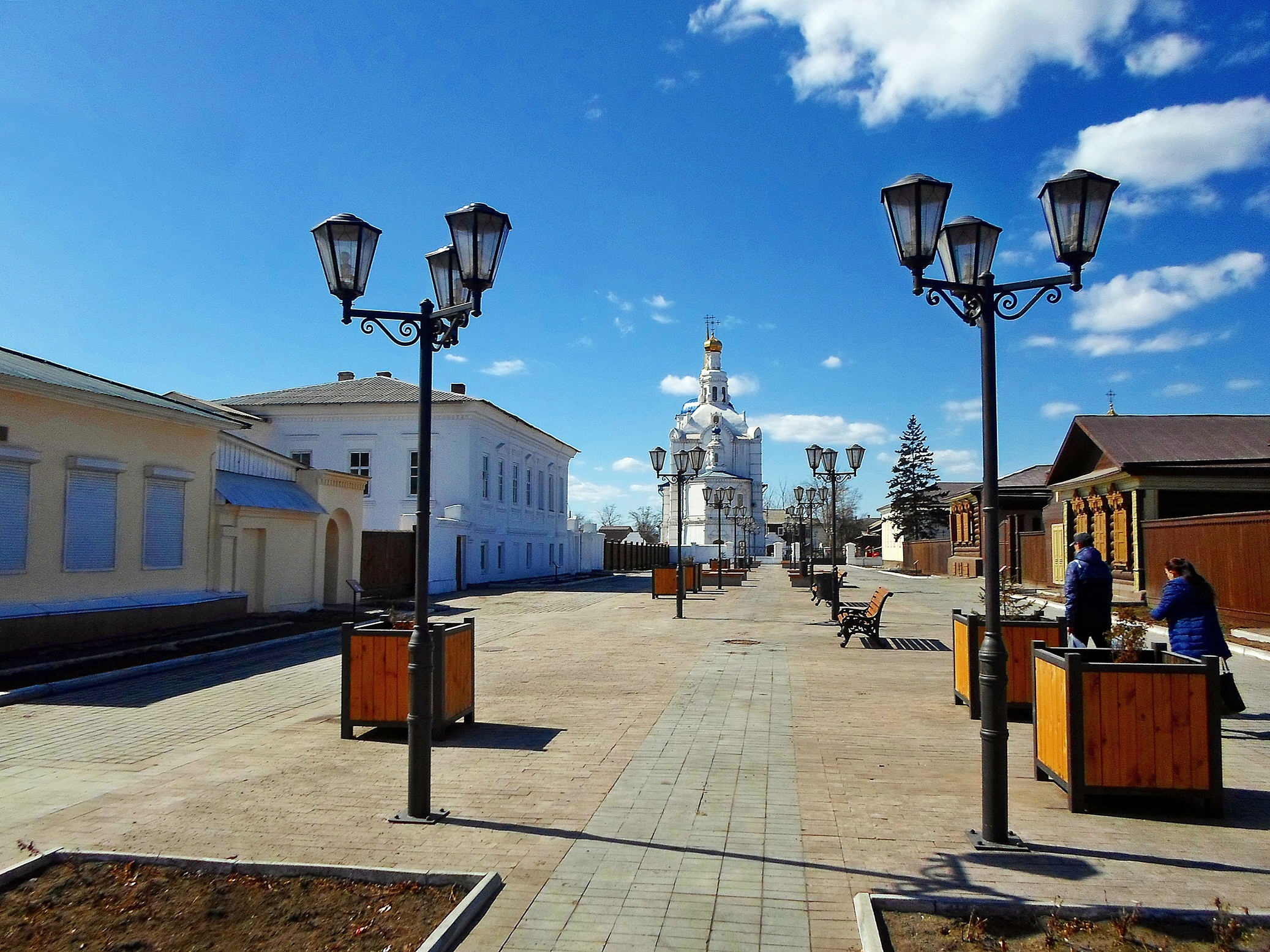
Соборная улица